# 迪爾伍德鎮區 (明尼蘇達州克羅溫縣)
迪爾伍德鎮區（英語：Deerwood Township）是位於美國明尼蘇達州克羅溫縣的一個行政鎮區。

## 地方資料
迪爾伍德鎮區的面積為86.80平方千米，當中陸地面積為73.60平方千米，而水域面積為13.20平方千米。根據2020年美國人口普查的數據，當地共有人口1309人，而人口密度為每平方千米15.08人。